# Chitas
ChiTaS o ChiTaT (in ebraico חת"ת‎?) è un acronimo in (HE)  di Chumash (la Torah, i cinque libri di Mosè), Tehillim (Salmi) e Tanya (importante opera di filosofia chassidica scritta da Rabbi Shneur Zalman di Liadi, noto come Alter Rebbe). Questi libri sono considerati testi ebraici basilari secondo la tradizione Chabad-Lubavitch e quindi esiste l'usanza di studiare tali opere in concordanza con un ciclo annuale, noto comunemente come "fare ChiTaS."*
Le suddivisioni dei Chumash e dei Salmi sono vecchie di secoli, ma la Tanya fu suddivisa in porzioni di studio quotidiane da Rabbi Yosef Yitzchok Schneersohn.*
Rabbi Menachem Mendel Schneerson spesso incoraggiava gli ebrei a seguire tale ciclo, sottolineando che le porzioni di studio erano adatte a tutti gli ebrei.
Questi tre testi sono stati rilegati insieme in un unico libro, che è disponibile presso la casa editrice dello Chabad, la Kehot Publication Society.*